# Ideopsis arachosia
Ideopsis arachosia är en fjärilsart som beskrevs av Fruh 1910. Ideopsis arachosia ingår i släktet Ideopsis och familjen praktfjärilar. Inga underarter finns listade i Catalogue of Life.